# Gotarzes II
Gotarzes II was koning van de Parthen van 39 tot 51. Zijn regering wordt vooral gekenmerkt door strijd om de troon met zijn broer Vardanes I.
Gotarzes wordt in onze literaire bronnen een zoon van Artabanus II genoemd, die ten vroegste in 39 was overleden, maar blijkt uit andere bronnen eerder de pleegzoon van deze te zijn geweest, afkomstig uit een rijke lijn van de Arsaciden uit Hyrcanië. Hij vermoordde zijn broer, die eveneens Artabanus heette en die kennelijk de beoogd opvolger was. Vervolgens greep hij de macht, terwijl Artabanus' jongere broer Vardanes wist te vluchten. Hij regeerde echter met harde hand, zodat de Parthische bevolking zijn broer Vardanes I vroeg om in te grijpen. In de burgeroorlog die volgde, kozen veel steden de kant van Vardanes en deze wisten Gotarzes naar Hyrcania te verdrijven. Maar niet lang daarna viel Gotarzes Parthië binnen met troepen bestaande uit Dahae en Hyrcaniërs. Toen de strijd op het punt stond een definitieve fase in te gaan, nam Gotarzes onverwachts het initiatief voor een akkoord, omdat hij had opgevangen dat Parthische aristocraten een complot smeedden tegen beide broers en Vardanes wensten te vermoorden. Gotarzes en Vardanes kwamen overeen dat Vardanes, die de meeste steun had, koning van de Parthen zou worden en dat Gotarzes in Hyrcania een vazalkoning van Vardanes zou zijn.
Gotarzes liet zijn ambities heel het Parthische rijk te besturen echter niet los. Toen zijn broer in 47 (of 45?) een veldtocht ondernam om Armenië (op dat moment een Romeinse vazalstaat) te veroveren, zag hij zijn kans schoon. Hij viel hem aan, maar werd bij de Erindes (Tac., Ann. XI 10.1-2.) verslagen en teruggedreven naar Hyrcania. Toen Vardanes na enkele kleine overwinningen in de zomer van 45 (maar zonder Armenië te hebben veroverd, daar zijn troepen de strijd moe waren) terugkeerde naar Parthië, wist Gotarzes hem te overvallen en te vermoorden. Vervolgens liet hij zich uitroepen tot koning van de Parthen.
Opnieuw regeerde Gotarzes met harde hand. Daarom stuurden pro-Romeinse Parthische aristocraten in het geheim een delegatie naar keizer Claudius met het verzoek Meherdates, een in Rome opgegroeide kleinzoon van Phraates IV, naar Parthië te zenden, zodat zij hem konden uitroepen als nieuwe koning (49/50). Gotarzes sloeg de opstand echter neer en bleef zo aan de macht. Zijn tegenstander had immers geen enkele kans, daar de enige serieuze vazal die Gotarzes het hoofd kon bieden van het huis Karîn was, terwijl de vazalkoningen Abgar V van Osrhoene en Izates II van Adiabene in het geheim een pact hadden gesloten met Gotarzes. Hij maakte zijn rivaal onschadelijk door hem de oren te laten afsnijden. Vanaf ca. 50 regeerde te Merv een andere troonpretendent, Sanabares. Het is niet bekend hoe Gotarzes op deze tegenkoning reageerde.
In 51 na Chr. stierf Gotarzes, volgens Tacitus door een ziekte, volgens Josephus omdat hij werd vermoord. Hij werd opgevolgd door Vonones II. Munten wijzen erop dat vanaf de herfst van het jaar 50 er een strijd was tussen Vologaeses I en Gotarzes en dat deze laatste in de zomer van 51 in Vologaeses zijn meerdere moest erkennen.
In een geïdealiseerde vorm werd Gotarzes opgenomen in de literatuur door Tabari en Ferdausi's Sjahnama.

## Antieke bronnen
- Tacitus, Annales, XI, 6-8, XII, 10, 14.
- Flavius Josephus, Antiquitates Judaicae, XX 3 § 4